# Internationales Hubschrauberausbildungszentrum
Das Internationale Hubschrauberausbildungszentrum (IntHubschrAusbZ; englisch International Helicopter Training Centre; IHTC) auf dem Heeresflugplatz Bückeburg ging am 1. Juli 2015 aus der Heeresfliegerwaffenschule (HFlgWaS) hervor. Das Zentrum in Bückeburg ist eine Ausbildungseinrichtung des Heeres, über das Kommando Hubschrauber der Division Schnelle Kräfte unterstellt und verantwortlich für die Ausbildung des Führungspersonals und des luftfahrzeugtechnischen Personals der Heeresfliegertruppe sowie die fliegerische Grundausbildung der Hubschrauberpiloten aller Teilstreitkräfte.

## Auftrag
Das Internationale Hubschrauberausbildungszentrum ist die zentrale Ausbildungseinrichtung der Bundeswehr beim deutschen Heer für die Hubschrauberführergrundausbildung von Heer, Luftwaffe und Marine sowie die waffensystemgebundene fliegerische und luftfahrzeugtechnische Ausbildung auf den neuen Waffensystemen des Heeres, dem taktischen Transporthubschrauber (TTH) NH90 und dem Kampfhubschrauber TIGER. Gleichzeitig werden hier Luftfahrzeugführer verbündeter Nationen, allen voran Schweden, Belgien und den Niederlanden, an Hubschraubern ausgebildet.

## Geschichte
Die Einheit wurde ursprünglich im Jahr 1959 in Niedermendig aufgestellt und im Januar 1960 nach Bückeburg in die Liegenschaften Schäfer-Kaserne auf dem Heeresflugplatz Achum (Bückeburg) und Jägerkaserne verlegt. Ausbildungsinhalte sind neben der allgemein-militärischen und technischen auch die fliegerische Ausbildung der Heeresflieger.
Im Jahr 1998 kam als weiterer Standort Le Luc (Frankreich), im Jahr 2002 Celle (Heeresfliegerversuchsstaffel 910) hinzu. Gemeinsam unterhalten die deutschen und französischen Streitkräfte seit 2003 das Deutsch-Französische Heeresfliegerausbildungszentrum TIGER (DEU/FRA HFlgAusbZ Tiger) zur Ausbildung für den Eurocopter Tiger in Le Cannet-des-Maures (Frankreich).
Mit der Aufstellung des Internationalen Hubschrauberausbildungszentrums am 1. Juli 2015 wechselte die Ausbildungsverantwortung über die waffensystemgebundene luftfahrzeugtechnische Ausbildung für die Waffensysteme NH90 und Eurocopter Tiger von der Luftwaffe zum Heer. Dabei wurden dem Internationalen Hubschrauberausbildungszentrum die Teile NH90 des Technischen Ausbildungszentrums der Luftwaffe sowie der Deutsche Anteil der Deutsch-Französischen Ausbildungseinrichtung Tiger in Faßberg unterstellt. Gleichzeitig erfolgte die Unterstellung der Ausbildungswerkstatt Heer Bückeburg.

## Organisation
Die Schule gliedert sich in:
- Stab
- Bereich Lehre/Ausbildung
  - Gruppe Lehre/Ausbildung
  - Lehrgruppe A (Hubschrauberführergrundausbildung EC135 und Musterausbildung NH90)
    - Simulatorzentrum

  - Lehrgruppe B (Laufbahnlehrgänge, technische und vorfliegerische Ausbildung)
  - Deutscher Anteil Deutsch-Französische Ausbildungseinrichtung Tiger (technische Ausbildung Tiger)
  - Deutscher Anteil Deutsch-Französisches Heeresfliegerausbildungszentrum Tiger (DEU/FRA HFlgAusbZ Tiger) in Le Luc (Frankreich), (Musterausbildung Tiger)
- Bereich Unterstützung
  - Luftfahrzeugtechnische Staffel NH90
  - Flugbetriebsstaffel
  - Fachmedienzentrum
- Ausbildungswerkstatt Heer Bückeburg

## Simulatorzentrum
Das Simulatorzentrum ist in der Lage, reale Flugstunden zu ersetzen. Im Simulatorgebäude befinden sich 12 Full-Mission-Simulatoren, welche mit Wechselcockpits EC 135, CH53 und UH-1D ausgerüstet werden können.
Außerdem werden in einem zweiten Gebäude zwei NH90-Simulatoren von der Firma HFTS betrieben.

## Ausbildungswerkstatt Heer Bückeburg
Die Ausbildungswerkstatt bildet jährlich bis zu 28 Auszubildende für den Beruf Fluggerätmechaniker/-in Fachrichtung Instandhaltungstechnik und 12 Auszubildende für den Beruf Fluggerätelektroniker/-in aus. Mit bis zu 160 Ausbildungsplätzen ist die Ausbildungswerkstatt Heer Bückeburg eine der größten der Bundeswehr sowie der größte Ausbildungsbetrieb im Landkreis Schaumburg.

## Trainingshubschrauber

### Aktuell
- Eurocopter EC 135, 13 Stück[6] zzgl. 7 angemieteten Airbus Helicopters H135 T3[7][8]: Die EC 135 wird ausschließlich zur Pilotenausbildung genutzt.
- Eurocopter Tiger
- NH90

### Ehemalig
- MBB Bo 105 VBH, 84 Stück: Die Bo 105 wurde neben Ausbildungszwecken auch als Verbindungs- und Beobachtungshubschrauber (VBH) eingesetzt. Am 13. Dezember 2016 fand der letzte Flug einer Bo 105 bei der Bundeswehr statt.
- Bell 206 B3, 6 Stück (angemietet) als Ersatz für die Bo 105[9][10] Im August 2024 wurden die Bell 206 wieder abgegeben. Die speziell mit diesem Hubschraubermuster durchgeführte Ausbildung im Realflug - die „Autorotation bis zum Boden“ (also Notlandung des Hubschraubers ohne Triebwerk) - wird nur noch in den modernen Simulatoren durchgeführt.[11]

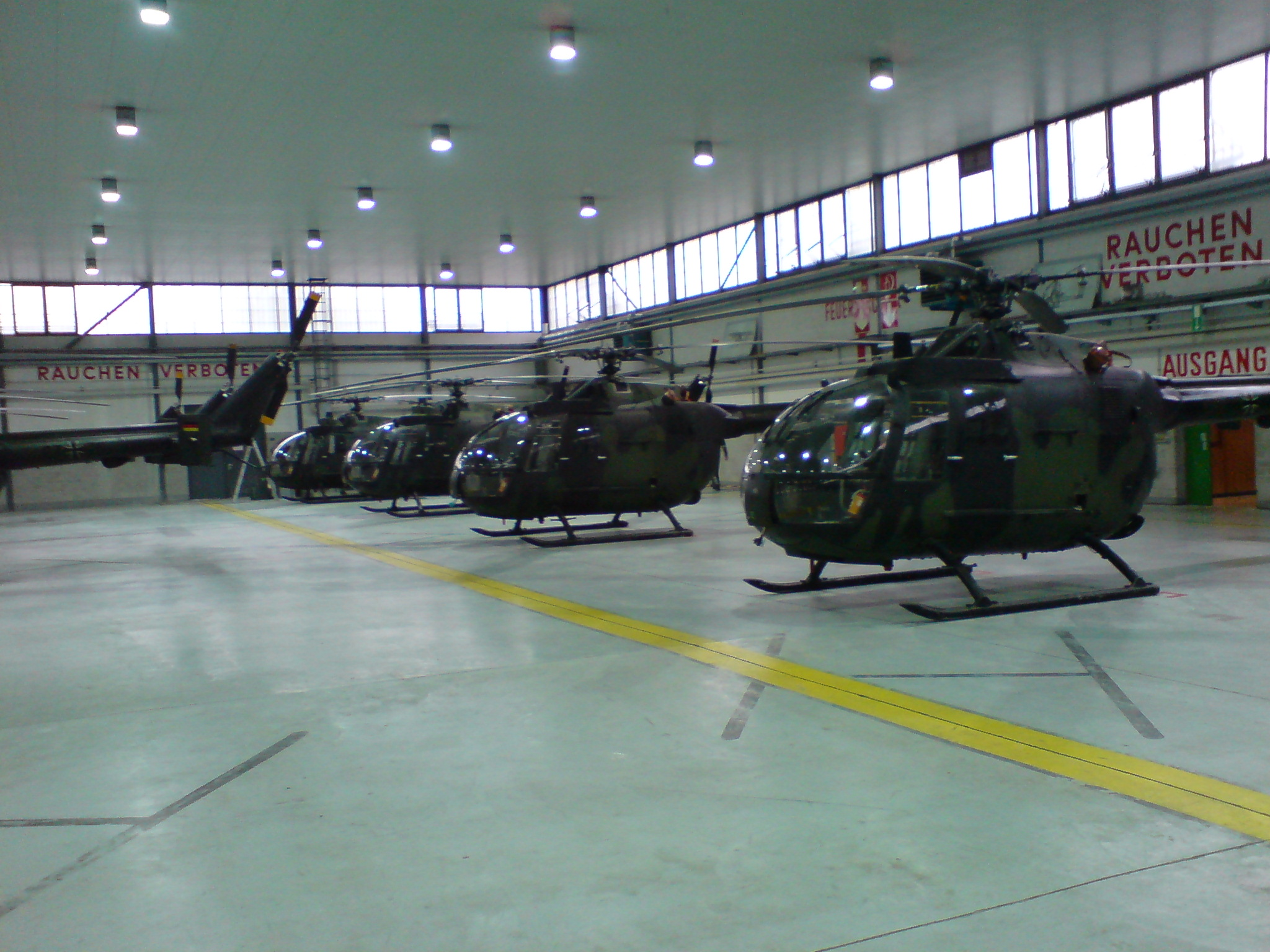
Bo 105 VBH
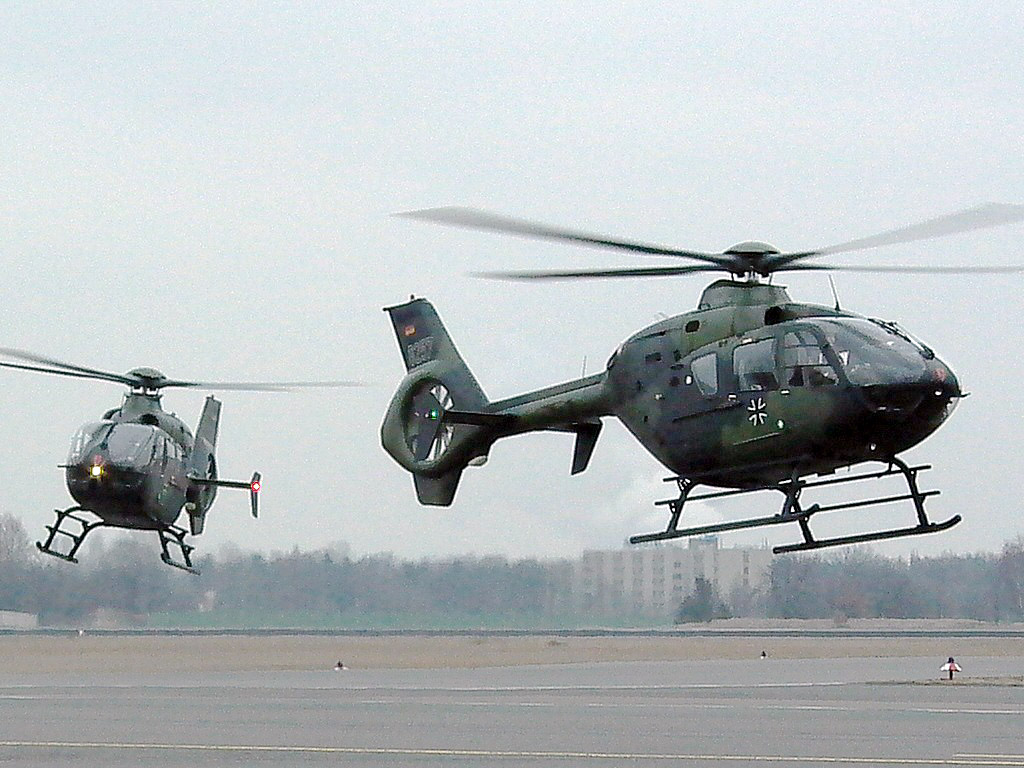
Eurocopter EC 135
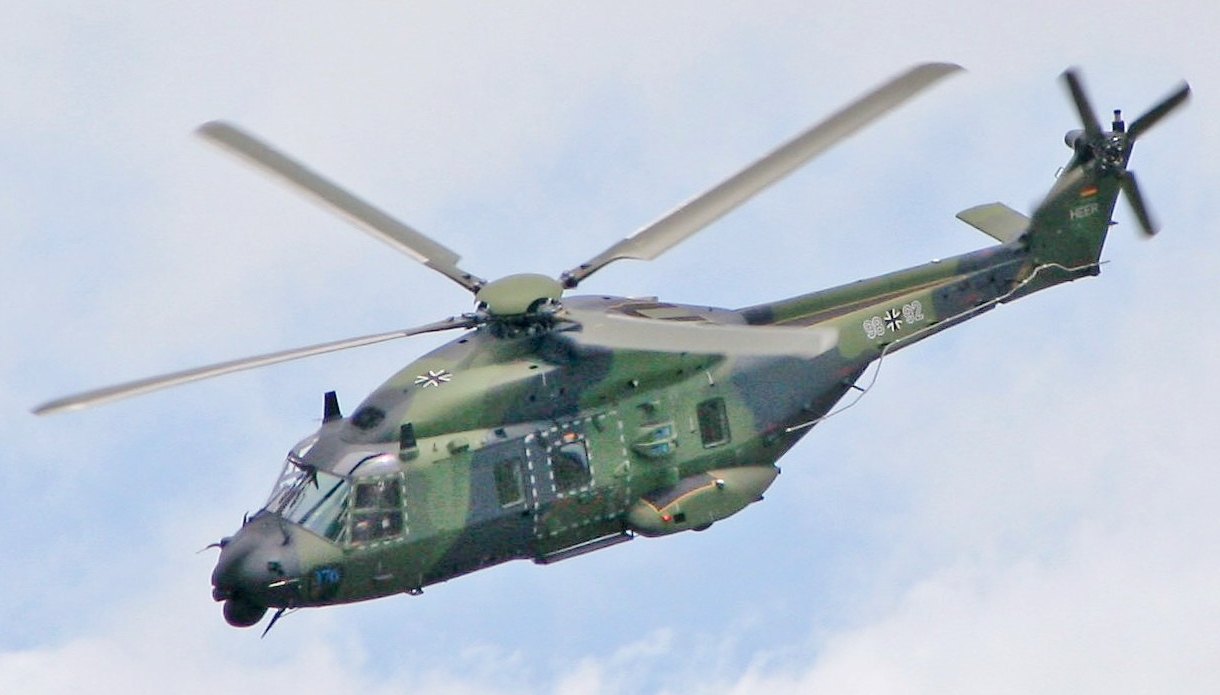
NH90
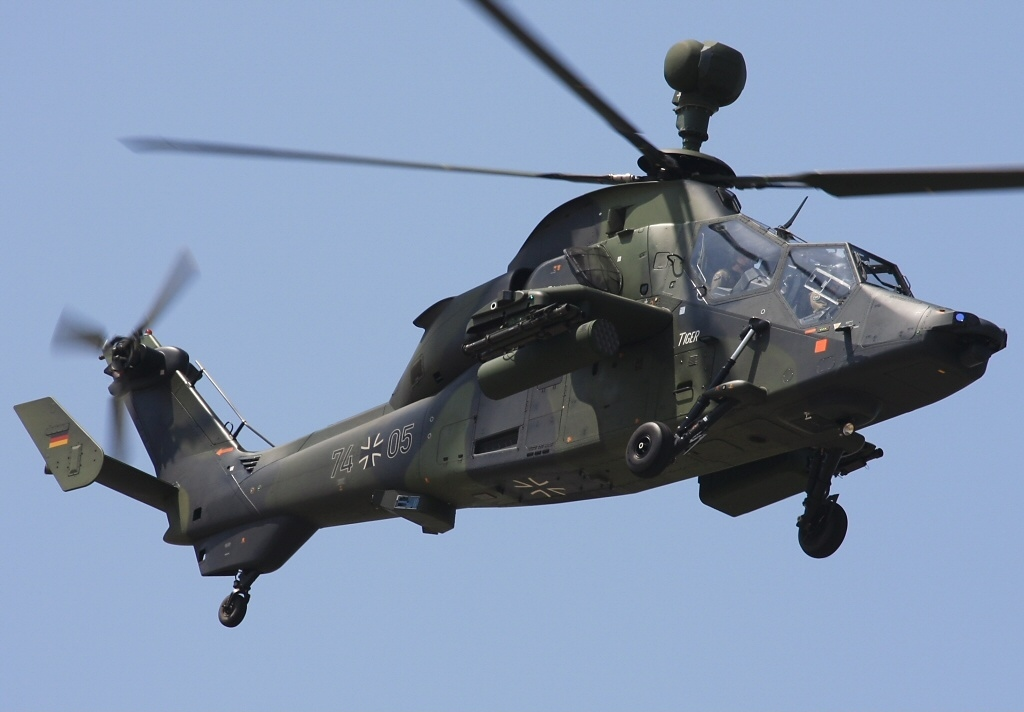
EC 665 „Tiger“

## Liste der Kommandeure
| Name                            | Beginn             | Ende               |
| ------------------------------- | ------------------ | ------------------ |
| Oberst Thomas Nikolai           | April 2022         | heute              |
| Oberst Bodo Schütte             | 23. September 2020 | März 2022          |
| Brigadegeneral Ulrich Ott       | 1. April 2018      | 23. September 2020 |
| Brigadegeneral Uwe Klein        | 7. November 2014   | 16. März 2018      |
| Brigadegeneral Alfons Mais      | 4. April 2013      | 7. November 2014   |
| Brigadegeneral Reinhard Wolski  | 30. April 2009     | 4. April 2013      |
| Brigadegeneral Richard Bolz     | 12. März 2004      | 30. April 2009     |
| Brigadegeneral Bernhard Granz   | 20. Juni 2002      | 12. März 2004      |
| Brigadegeneral Dieter Budde     | 1. April 1999      | 20. Juni 2002      |
| Brigadegeneral Fritz Garben     | 1. April 1995      | 31. März 1999      |
| Brigadegeneral Günter Hannstein | 1. Januar 1995     | 1. April 1995      |
| Oberst Peter Baumann            | 1. Oktober 1987    | 1. Januar 1995     |
| Oberst Günter Hannstein         | 1. Oktober 1982    | 1. Oktober 1987    |
| Oberst Kurt-Josef Veeser        | 1. Oktober 1979    | 30. September 1982 |
| Oberst Hans-Gottfried Schulz    | 1. April 1973      | 30. September 1979 |
| Oberst Gerhard Granz            | 1. April 1972      | 31. März 1973      |
| Oberst Heinz Stümke             | 1. Oktober 1963    | 31. März 1972      |
| Oberst Kuno Ebeling             | 1. Juli 1959       | 30. September 1963 |

## Verbandsabzeichen

Internes Verbandsabzeichen

Das Verbandsabzeichen zeigt ähnlich wie alle Abzeichen der Truppenschulen des Heeres des zwei gekreuzte Schwerter auf rotem Grund. Darüber hinaus signalisiert ein „S“, dass es sich um eine der Schulen des Heeres handelt. Die graue Umrandung entspricht der Waffenfarbe der Heeresflieger.

### Internes Verbandsabzeichen
Das interne Verbandsabzeichen zeigt seit 1989 einen roten Wappenschild mit einem schwarzen Jagdfalken auf der Faust des Falkners. Die Strukturen des Falkens und der Hand sind in gelber Farbe gehalten.